# 孟帕亚镇区
孟帕亚镇区，是缅甸掸邦大其力縣下辖的一个镇区，治所为孟帕亚。该镇区原属孟帕亚县，2014年11月，孟帕亚县撤销，并入大其力县。